# Corymorpha russelli
Corymorpha russelli is een hydroïdpoliep uit de familie Corymorphidae. De poliep komt uit het geslacht Corymorpha. Corymorpha russelli werd in 1974 voor het eerst wetenschappelijk beschreven door Hamond. 